# Haina
Bajos de Haina, chiamata comunemente Haina, è un comune della Repubblica Dominicana di 124 193 abitanti, situato nella Provincia di San Cristóbal. Del territorio comunale fa parte anche il distretto municipale di El Carril.
Affollata città portuale, è spesso identificata come il porto mercantile di Santo Domingo, dalla quale dista circa 15 km in direzione sud-ovest. Nel 2006 è stata inclusa nella lista dei dieci posti più inquinati del mondo a causa di un vecchio impianto di smaltimento di batterie per auto che ha rilasciato negli anni nell'acqua e nel terreno quantità incredibili di piombo. Haina è una delle zone più ricche della Repubblica Dominicana poiché si è sviluppata l'industria stimolata dal porto marittimo più importante del paese, ed è ricca di terre magnifiche, convertite, nel processo di privatizzazione, in bottino politico. Nonostante ciò, lì persiste la più profonda povertà.

## Storia
L'area di Haina era scarsamente popolata fino ai primi anni '50, quando venne fondato lo zuccherificio Central Río Haina, all'epoca uno tra i più grandi del mondo. La costruzione dell'impianto creò svariati posti di lavoro e attirò l'immigrazione interna e quella proveniente da Haiti. Ciò portò alla formazione del primo nucleo urbano nell'area dell'attuale barrio Bella Vista. Per poter trasportare lo zucchero lavorato nel resto del paese, attorno all'impianto fu costruito un porto, il Puerto de Haina, oggi uno dei più importanti della Repubblica Dominicana.
Nel 1973, la raffineria di petrolio Refidomsa (acronimo di Refinería Dominicana de Petróleo, S.A) aprì la propria sede ad Haina. Da allora, l'area divenne il principale polo industriale del paese.
Dopo essere stato classificato come distretto municipale di San Cristóbal tra gli anni '60 e '70, Bajos De Haina fu elevato allo status di comune nel 1981.

## Comunità povere
Il barrio Bella Vista si formò come conglomerato di braccianti haitiani, dominico-haitiani e lavoratori dominicani e divenne un centro industriale e portuario molto importante legato all'economia di Santo Domingo. 
A causa della diversa origine delle famiglie immigranti, ancora oggi Bella Vista non può essere considerata a pieno una comunità: è un mosaico di diverse classi sociali popolari, di tradizioni culturali differenti accomunate dalla povertà.
Quest'eterogeneità si marcò con forza nel tempo ed il razzismo e la xenofobia segnarono il luogo ed il ruolo che ogni persona occupava nel quartiere e sul lavoro. Primo effetto è la disposizione delle case: quelle delle famiglie più povere, fatte di legno, di pezzi di lamiera, di cartone e di materiale di recupero, si estendono lungo i binari del treno ai confini del quartiere.
Anche la fede e la pratica religiosa sono motivo di diversità all'interno del barrio: in un unico territorio sono presenti la Chiesa cattolica, la Chiesa Evangelica e Protestante e la Chiesa Cristiana Riformata (di origine haitiana) unita al culto dei Misteri e del Vudù.
Alla segregazione e al razzismo si aggiungono le condizioni di povertà estrema di questa popolazione. In particolar modo le situazioni peggiori riguardano le persone senza documenti, costrette ai lavori più umili, precari, temporanei, e sottopagati; si tratta di persone senza possibilità di far valere i propri diritti a causa della loro posizione giuridica irregolare.
Le famiglie più povere si trovano lontane dall'entrata del quartiere, ai margini delle rotaie, in case di legno e cartone divise in diverse sezioni per ospitare il maggior numero di famiglie. Le case formano una baraccopoli, un labirinto di vicoli infangati, ai bordi del quartiere e lungo i corsi d'acqua, esposte alle inondazioni fulminanti che caratterizzano la stagione degli uragani e alla contaminazione delle fognature all'aria aperta.
La comunità del Cacique è composta da immigrati interni (dominicani provenienti dalle regioni di Barahona, Azua e San Juan de la Magua) ed esterni, formata da circa 280 famiglie e da 1 550 persone. Si trova ubicata tra Haina e San Cristóbal delimitata da un'autostrada e un'altra via di grande traffico, geograficamente non è riconosciuta perché sorge in uno spazio di terreno recuperato all'abbandono. Molte delle persone che risiedono in questa comunità sono di passaggio, rimangono in questa baraccopoli finché non incontrano qualche posto migliore.
L'economia della comunità è alquanto precaria. La maggioranza delle donne non lavora, e chi lo fa è impiegata come domestica in qualche casa di Haina, gli uomini sono impiegati in maggior parte nel campo dell'edilizia, pagati e contrattati alla giornata.
Nella comunità manca l'acquedotto, l'acqua è scarsa, manca una rete elettrica sufficiente e le strade non sono asfaltate. Le case, in gran parte, sono costruite con materiale recuperato presso la discarica di California, una vicina comunità che aiuta a inquinare l'aria.

## Condizione dei lavoratori
Nel mercato del lavoro, le opportunità per le immigranti haitiane sono praticamente nulle. Per sopravvivere dipendono dalle entrate date da servizi offerti all'interno della comunità, o da attività informali nelle immediate vicinanze. La partecipazione economica dei lavoratori haitiani è condizionata dalla loro condizione di immigranti, dalle differenze culturali e – soprattutto – dalla condizione indocumentata nella quale si trova la maggior parte, cosa che li costringe a cercare lavoro nero, in attività insicure, precarie, temporanee, dove dominano bassi salari e basse prestazioni. Fanno parte del sotto-proletariato agricolo, così come del contingente urbano che lavora nel settore edile. La loro condizione giuridica irregolare li espone allo sfruttamento e limita la loro capacità di lottare per i loro diritti. Il razzismo predominante sbarra la strada al reclamo e alla rivendicazione. Molti dominico-haitiani affrontano situazioni simili, nonostante il fatto che siano cittadini dominicani e non immigranti, una condizione legale e costituzionale che lo stato rifiuta di riconoscere, preferendo mantenere molti sans-papiers in una specie di limbo giuridico da dove non possono godere dei loro diritti e restano confinati a quelle nicchie sotto-proletarie sopra menzionate.
La condizione dei lavoratori e delle lavoratrici dominicani/e “con le carte in regola” è, in confronto, migliore, soprattutto per quelli che hanno meno di 35 anni d'età, dato che per quelli più anziani, che erano legati all'industria zuccheriera, il presente è di perdita ed il futuro preoccupante. Degli uomini tra i 20 e i 40 anni d'età, quelli che non sono emigrati lavorano al porto, nella raffineria di petrolio, nella zona franca, oppure “sbarcano il lunario” in una pescheria o per strada, dando passaggi sul loro motoconcho, come muratori, o attaccati alla “bottiglia”, un lavoro nell'amministrazione pubblica come ricompensa per “fedeltà al partito”. Alcune donne lavorano in zona franca. Ma un giro per la comunità in qualunque mattina infra-settimanale rivelerà un numero considerevole di giovani e adulti seduti per strada, giocando a carte o a domino, gestendo piccoli giri di scommesse, ascoltando la radio, chiacchierando, “bighellonando”.

## Inquinamento
Nel quartiere Paraiso de Dios, la Meteoro Industries costruì un centro di riciclaggio di batterie per auto. Lo smaltimento grossolano dei rifiuti nell'impianto produsse nell'acqua e nel terreno di Haina una contaminazione da piombo e altri elementi tossici che valse alla città l'appellativo di Černobyl' Dominicana e ne causò nel 2006 l'inclusione tra le 10 città più inquinate del mondo.
Indagini condotte sui bambini del luogo nel 1997 evidenziarono severi casi di saturnismo, con una concentrazione media di piombo nel sangue di 71 µg/dl su un campione di 116 individui (quando il limite della Organizzazione Mondiale della Sanità è di 10 µg/dl).
In seguito alle proteste degli abitanti locali e di vari attivisti, l'impianto di Paraiso de Dios fu chiuso e ne venne organizzata la bonifica. Tra il 2008 e il 2009, il Blacksmith Institute coordinò la rimozione di 6000 metri cubi di terreno contaminato dal sito e ne predispose la trasformazione in un parco pubblico. In seguito a quest'operazione, Haina uscì dalla classifica delle 10 città più inquinate al mondo.